# Manolo Díaz Sánchez
Manuel Díaz Sánchez (San Vicente de la Barquera, Cantabria, 11 de septiembre de 1950), conocido como Manolo Díaz, es un exfutbolista español. Aunque en un primer momento jugó como centrocampista, más tarde ocupó la posición de lateral derecho. Desempeñó la mayor parte de su carrera en el Real Racing Club de Santander, equipo con el que disputó 163 partidos en la Primera División de España.

## Equipos
| Club                          | País   | Temporadas |
| ----------------------------- | ------ | ---------- |
| Real Racing Club de Santander | España | 1971-1972  |
| Real Balompédica Linense      | España | 1972-1973  |
| Real Racing Club de Santander | España | 1973-1981  |